# Panamá nos Jogos Olímpicos de Verão de 2020
O Panamá competiu nos Jogos Olímpicos de Verão de 2020 em Tóquio. Originalmente programados para ocorrerem de 24 de julho a 9 de agosto de 2020, os Jogos foram adiados para 23 de julho a 8 de agosto de 2021, por causa da pandemia COVID-19. Será a 18ª participação da nação nos Jogos Olímpicos de Verão, desde sua estreia em 1928.

## Competidores
Abaixo está a lista do número de competidores nos Jogos.
| Esporte   | Masculino | Feminino | Total |
| --------- | --------- | -------- | ----- |
| Atletismo | 2         | 2        | 4     |
| Boxe      | 0         | 1        | 1     |
| Ciclismo  | 1         | 0        | 1     |
| Judô      | 0         | 2        | 2     |
| Natação   | 1         | 1        | 2     |
| Total     | 4         | 6        | 10    |

## Atletismo
Os seguintes atletas de Bahamas conquistaram marcas de qualificação, pela marca direta ou pelo ranking mundial, nos seguintes eventos de pista e campo (até o máximo de três atletas em cada evento):
- Nota– As posições para os eventos de pista são em relação à bateria do atleta
- Q = Qualificado para a próxima fase
- q = Qualificado para a próxima fase como o perdedor mais rápido ou, em eventos de campo, pela posição sem atingir o alvo para qualificação
- NR = Recorde nacional
- N/A = Fase não aplicável para o evento
- Bye = Atleta não precisou disputar aquela fase

Eventos de pista e estrada
| Atleta             | Evento                       | Eliminatória | Eliminatória | Semifinal | Semifinal | Final     | Final   |
| Atleta             | Evento                       | Resultado    | Posição      | Resultado | Posição   | Resultado | Posição |
| ------------------ | ---------------------------- | ------------ | ------------ | --------- | --------- | --------- | ------- |
| Jorge Castelblanco | Maratona masculina           | —            | —            | —         | —         |           |         |
| Alonso Edward      | 200 m com masculino          |              |              |           |           |           |         |
| Gianna Woodruff    | 400 m com barreiras feminino |              |              |           |           |           |         |

Eventos de campo
| Atleta          | Evento                      | Qualificação | Qualificação | Final     | Final    |
| Atleta          | Evento                      | Distância    | Posição      | Distância | Position |
| --------------- | --------------------------- | ------------ | ------------ | --------- | -------- |
| Nathalee Aranda | Salto em distância feminino |              |              |           |          |

## Boxe
O Panamá inscreveu uma boxeadora para o torneio olímpico de boxe. Com o cancelamento do Torneio Pan-Americano de Qualificação Olímpica de Boxe de 2021 em Buenos Aires, Argentina, a atleta olímpica da Rio 2016 Atheyna Bylon terminou entre as três melhores de sua categoria no ranking da força-tarefa do COI para as Américas para garantir sua vaga na delegação panamenha.
| Atleta        | Evento          | Fase de 32           | Oitavas-de-final     | Quartas-de-final     | Semifinais           | Final                | Final   |
| Atleta        | Evento          | Adversário Resultado | Adversário Resultado | Adversário Resultado | Adversário Resultado | Adversário Resultado | Posição |
| ------------- | --------------- | -------------------- | -------------------- | -------------------- | -------------------- | -------------------- | ------- |
| Atheyna Bylon | -75 kg feminino |                      |                      |                      |                      |                      |         |

## Ciclismo

### Estrada
O Panamá inscreveu um ciclista para competir na corrida em estrada masculina após terminar entre as duas melhores nações, ainda não qualificadas, no Campeonato Pan-Americanod de 2019 no México, marcando a estreia da nação no esporte.
| Atleta            | Evento                       | Tempo | Posição |
| ----------------- | ---------------------------- | ----- | ------- |
| Christofer Jurado | Corrida em estrada masculina |       |         |

## Judô
O Panamá qualificou o total de duas judocas para competir nos Jogos. Representando a Alemanha nas duas edições prévias, Miryam Roper foi selecionada entre as 18 melhores judocas da categoria leve (57 kg) baseado no ranking da IJF de 28 de junho de 2021, enquanto a estreante Kristine Jiménez (52 kg) aceitou uma vaga continental das Américas como a judoca de melhor ranking da nação fora das posições de qualificação direta. 
| Atleta           | Evento          | Rodada de 32         | Oitavas-de-final     | Quartas-de-final     | Semifinais           | Repescagem           | Final / BM           | Final / BM |
| Atleta           | Evento          | Adversária Resultado | Adversária Resultado | Adversária Resultado | Adversária Resultado | Adversária Resultado | Adversária Resultado | Posição    |
| ---------------- | --------------- | -------------------- | -------------------- | -------------------- | -------------------- | -------------------- | -------------------- | ---------- |
| Kristine Jiménez | –52 kg feminino |                      |                      |                      |                      |                      |                      |            |
| Miryam Roper     | –57 kg feminino |                      |                      |                      |                      |                      |                      |            |

## Natação
O Panamá recebeu convite de Universalidade da FINA para enviar seus nadadores de melhor ranking (um por gênero) para o respectivo evento individual nas Olimpíadas, baseado no Sistema de Pontos da FINA de 28 de junho de 2021. Será a estreia da nação no esporte.
| Atleta             | Evento                 | Eliminatória | Eliminatória | Semifinal | Semifinal | Final | Final   |
| Atleta             | Evento                 | Tempo        | Posição      | Tempo     | Posição   | Tempo | Posição |
| ------------------ | ---------------------- | ------------ | ------------ | --------- | --------- | ----- | ------- |
| Tyler Christianson | 200 m peito masculino  |              |              |           |           |       |         |
| Tyler Christianson | 200 m medley masculino |              |              |           |           |       |         |
| Emily Santos       | 100 m peito feminino   |              |              |           |           |       |         |